# De windmaker
De windmaker is een  stripverhaal uit de reeks van Jerom.

## Locaties
Dit verhaal speelt zich af op de volgende locaties:
- haven, Kokonawa (eiland)

## Personages
In dit verhaal spelen de volgende personages mee:
- Jerom, tante Sidonia, professor Barabas, kapitein, marconist, medewerker haven, piloot, Peter Guntman

## Het verhaal
Jerom test een rubbervlot uit en tante Sidonia en professor Barabas houden toezicht met een watervliegtuig. Ze zien hoe een ertsboot in moeilijkheden geraakt door een zeer plaatselijke stormwind. Jerom zwemt naar het schip en sleept het schip uit de plaatsellijke storm. Professor Barabas roept een sleepboot en vliegt met Jerom terug naar de haven. Daar bespreken ze de kilometerlange stormzone met een buitengewone kracht. Jerom wil het fenomeen onderzoeken en gaat aan boord van een meteorologisch vliegtuig. Ze vliegen langs Kokonawa en op het onbewoonde eiland is geen spoor van stormschade. Het vliegtuig komt even later in een onverwachte storm terecht en twee schroeven blokkeren. Het vliegtuig landt op Kokonawa en de piloot zal de schroeven repareren. Jerom loopt over het eiland en ziet een voetspoor in het zand. Hij wil op het eiland blijven om onderzoek te doen en de bemanning van het weervliegtuig laat wat proviand voor hem achter. Ze zullen Jerom over enkele dagen ophalen.
Jerom hoort schoten en stemmen en zoekt op het eiland. Hij komt erachter dat een papegaai dit geluid produceert. Ook ziet Jerom een helm en een mortier en hij bedenkt dat er in de oorlog gevochten werd door Amerikanen en Japanners. Jerom vindt een bord met de waarschuwing voor een mijnenveld en komt hier heelhuids uit. Jerom hoort dan een man en achtervolgt hem, maar hij loopt in een valstrik. Hij kan zichzelf bevrijden en ziet een bunker. Jerom wordt beschoten vanuit de bunker en het lukt hem het schietgat te blokkeren met een grote steen. Er staat alleen nog een machinegeweer wat aangestuurd wordt door een daad. Jerom volgt de draad en ziet nog meer bunkers. Opnieuw wordt er geschoten en Jerom merkt dat er niet op hem wordt gericht. Hij ziet dan een man met een parasol lopen en kan hem redden van een vallende rots. 
De mann is blij een mens te zien. Hij vertelt dat hij Peter Guntman heet en een schipbreukeling is. Jerom stelt zich voor als de Gouden Stuntman en merkt dat de man slechthorend is. De man hoort van Jerom dat er geschoten is en hij neemt Jerom dan mee naar een bunker waar hij overnacht. In de bunker is zelfs een bibliotheek en een orgel, waarschijnlijk was deze bunker voor officieren. Peter schrikt als hij een vliegtuig ziet naderen, maar Jerom legt uit dat dit vliegtuig hem zal ophalen. Uit vreugde begint Peter te spelen op het orgel, waarna de machinegeweren weer kogels afvuren en er een enorme storm ontstaat. Jerom ziet dat het vliegtuig in problemen geraakt en een noodlanding in zee moet maken. Hij kan het vliegtuig uit de zee naar het eiland slepen met een touw. Peter neemt de bemanning mee naar de bunker en Jerom verkent de andere kant van het eiland. 
Jerom ziet een grot en klimt naar binnen. Het blijkt een windtunnel te zijn en Jerom zoekt de bediening en komt in een koker terecht. Hij valt naar beneden en komt in de bunker bij Peter en de bemanning terecht. De windtunnel diende om vijandelijke schepen op afstand te houden en is na de oorlog niet afgebroken. Met het orgel kon de windtunnel en de bunkers bediend worden en elke keer als Peter een deuntje speelde, werd er een storm veroorzaakt door hem. Jerom werpt een granaat in de bunker, wardoor het orgel vernietigd wordt. Peter wordt meegenomen en ze vliegen met z'n allen terug naar de bewoonde wereld.

## Trivia
- Er is ook een verhaal uit de Suske en Wiske-reeks met een vergelijkbare titel; de windmakers.